# Mikołaj Probołowski z Chełmu
Mikołaj Probołowski z Chełmu herbu Ostoja (zm. 1440) – dziedzic Chełmu (dziś część Krakowa), właściciel Probołowic, części w Kantorowicach, Kaczkowicach, Sierosławicach, Mydlnikach i Rząsce, podstarości krakowski, wielkorządca krakowski.

## Życiorys
Mikołaj Probołowski z Chełmu i Probołowic był synem Hanka z Chełmu i Katarzyny. Miał kilkoro rodzeństwa: Grzegorzanę, Annę, Piotra, Jana, Hinka, Jakuba i Imrama.  W roku 1400 jego bracia - Imram i Piotr, przyrzekli matce Katarzynie, że będą zabezpieczać swoje długi tylko na tych częściach dóbr, które do nich należą a nie na częściach Mikołaja i trzech młodszych braci. W roku 1404 bracia Mikołaja – Imram, Piotr, Jan i Hanek sprzedali wieś Kantorowice za 400 grzywien groszy praskich klasztorowi mogilskiemu poręczając za niego i za matkę Katarzynę. Tego roku, starsi bracia Mikołaja oddali całą wieś Chełm matce Katarzynie w dożywocie w zamian za części w Kaczkowicach zastrzegając, że jeżeli młodsi bracia – Jakub i Mikołaj się nie zgodzą na tę wymianę to oddadzą wspomniane części w Kaczkowicach i dokonają podziału dóbr. W roku 1408, Mikołaj wraz z braćmi Piotrem i Hankiem odstąpili bratu Janowi swoje części w Chełmie. W 1412 roku Mikołaj i Hanek z Chełmu, poręczając za braci, sprzedali za 70 grzywien półgroszy Marcinowi Konwie z Sierosławic części w Sierosławicach. Po śmierci brata Imrama, Mikołaj oraz jego bracia – Piotr i Hanek odstąpili bratu Janowi część w Chełmie, spadłą po zmarłym, zwaną „Imramowska”. W roku 1436 Hanek z Chełmu ustąpił bratu Mikołajowi swoją część dziedziczną w Chełmie. Mikołaj z Chełmu był ożeniony z Wichną, córką Spytka z Dzietrzychowic (dziś Wietrzychowice, pow. wiślicki), której dokonał pewnych zapisów na połowie dóbr w Chełmie, Mydlnikach i Rząsce w roku 1437. Z tego małżeństwa miał dwie córki – Katarzynę, żonę Piotra Mleczki z Jedlicza i Wichnę, żonę Andrzeja ze Zbożeny.
Mikołaj Probołowski (alias Chełmski) z Chełmu, Probołowic, Mydlnik i Rząski był w latach 1424-1425 podstarostą krakowskim. Następnie, od 8 czerwca 1439 roku do 29 lutego 1440 roku sprawował urząd wielkorządcy krakowskiego.